# Giuliano Cesarini (1466-1510)
Pour les articles homonymes, voir Giuliano Cesarini.
Giuliano Cesarini, iuniore (né en 1466 à Rome, alors capitale des États pontificaux, et mort le 1er mai 1510) à Rome) est un cardinal italien de la fin du XVe siècle et du début du XVIe siècle.
Il est le beau-frère de Gerolama Borgia, la fille du pape Alexandre VI, le petit-neveu du cardinal Giuliano Cesarini, seniore (1426), l'oncle du cardinal Alessandro Cesarini, seniore (1517) et un parent du cardinal Alessandro Cesarini, iuniore (1627).

## Biographie
Giuliano Cesarini est protonotaire apostolique et chanoine de la basilique Saint-Pierre à Rome et à Liège.  Le pape Alexandre  VI le crée cardinal lors du consistoire du 20 septembre 1493. 
Le cardinal Cesarini est abbé commendataire de l'abbaye  Saint-Michel de Cuxa et de l'abbaye de Stavelot. En 1500, il est nommé évêque d'Ascoli Piceno. Il est abbé commendataire de l'abbaye de  Nonantola à partir de 1505. Il participe aux conclaves de 1503 (élection de Pie III et de Jules II).